# Berylsimpsonia crassinervis
Berylsimpsonia crassinervis là một loài thực vật có hoa trong họ Cúc. Loài này được (Urb.) B.L.Turner mô tả khoa học đầu tiên năm 1993.